# استاروکولچوبایوو
استاروکولچوبایوو (انگلیسی: Starokulchubayevo) یک شهرک در شهرستان میشکینسکی استان باشقیرستان کشور روسیه است.